# Cửa khẩu

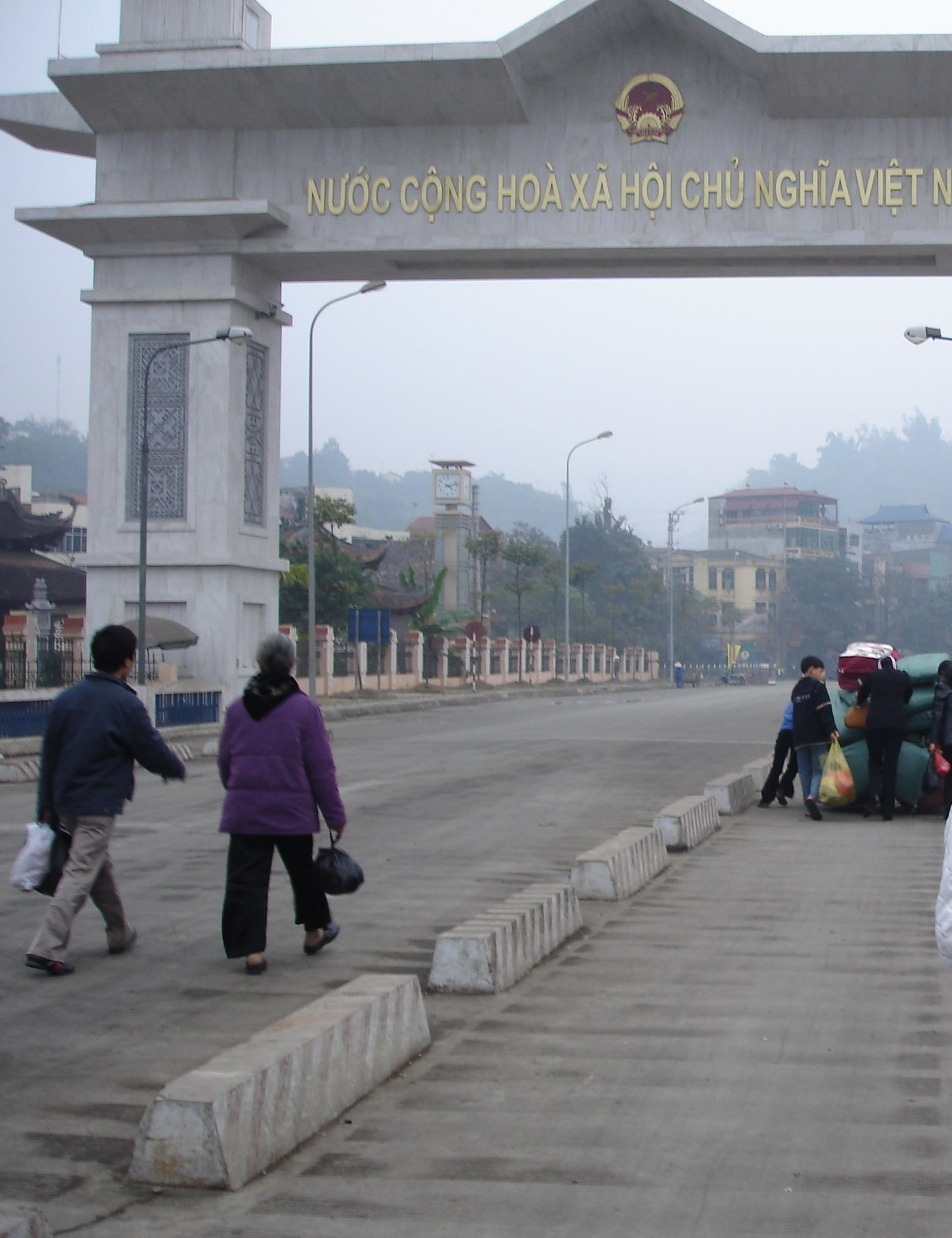
Cửa khẩu quốc tế Lào Cai liên thông giữa Lào Cai (Việt Nam) và Hà Khẩu (Vân Nam, Trung Quốc) qua đường biên giới tự nhiên là một con sông. Ảnh chụp từ vị trí giữa cầu Hồ Kiều hướng về phía Việt Nam

Khái niệm cửa khẩu được hiểu như là cửa ngõ của một quốc gia mà nơi đó diễn ra các hoạt động xuất cảnh, nhập cảnh, xuất khẩu, nhập khẩu, quá cảnh và qua lại biên giới quốc gia đối với người, phương tiện, hàng hoá và các tài sản khác.
Cửa khẩu có thể thiết lập ở đường bộ, ga hàng không, đường thủy, đường sắt liên thông với các nước trong khu vực và trên thế giới.

## Một số khái niệm về cửa khẩu

### Cửa khẩu quốc tế
Được hiểu như là cửa ngõ để ra - vào một quốc gia, một vùng hay một lãnh thổ dành cho công dân (mang hộ chiếu) của nước mình và công dân của một nước khác bất kỳ được phép ra vào. Tên gọi cửa khẩu quốc tế trong trường hợp này chỉ đúng khi đó là cảng hàng không (sân bay quốc tế) và cảng biển. Vì ở đây tính quốc tế được hiểu khi có sự xuất - nhập cảnh cho công dân của một nước thứ 3 bất kỳ đến từ bên ngoài lãnh thổ và đi ra khỏi lãnh thổ đó.
Cửa khẩu quốc tế đường bộ và đường sắt là cửa khẩu được dành cho công dân mang hộ chiếu của một nước thứ 3 khác được phép đi và đến với nhau. Do vậy, trên đường bộ khi một cửa khẩu được gọi là cửa khẩu quốc tế là khi có sự xuất - nhập cảnh cho công dân của một nước thứ 3.

### Cửa khẩu quốc gia
Là cửa khẩu chỉ dành cho công dân 2 nước có chung đường biên giới có các cặp cửa khẩu đối diện nhau và có sự giao thương qua lại. Công dân của một nước thứ 3 (không mang hộ chiếu của một trong 2 nước này) không được phép xuất - nhập cảnh tại các cửa khẩu này. Tất cả các cửa khẩu phụ, cửa khẩu quốc gia, cửa khẩu quốc tế dĩ nhiên công dân nước sở tại có cửa khẩu đó được phép xuất - nhập cảnh.